# Goniopholis
Goniopholis è un genere estinto di rettili, strettamente imparentato con i coccodrilli. Visse tra il Giurassico superiore e il Cretaceo inferiore (150 – 120 milioni di anni fa). I suoi resti sono stati rinvenuti in Nordamerica, Europa e Asia.

## Descrizione
Benché fosse molto simile, almeno superficialmente, ai veri coccodrilli, il goniofolide non apparteneva allo stesso gruppo delle forme attuali. Gli esemplari adulti raggiungevano una lunghezza compresa tra i due e i quattro metri.  Il cranio era di forma triangolare e dotato di robusti denti conici, e il corpo era armato con una corazza di piastre dermiche.

## Classificazione
Un tempo questo animale era ascritto al gruppo “artificiale” dei mesosuchi (Mesosuchia), o “coccodrilli di mezzo”, che includeva anche forme marine come i teleosauridi (Teleosauridae) e i metriorinchidi (Metriorhynchidae). Per il suo aspetto “moderno”, molti paleontologi un tempo ritenevano che il goniofolide fosse un diretto antenato di coccodrilli e alligatori, ma l'opinione corrente è che questo animale avesse sviluppato caratteristiche simili ai generi attuali per convergenza evolutiva. Attualmente Goniopholis è considerato vicino all'origine delle forme odierne, anche se non direttamente ancestrale.

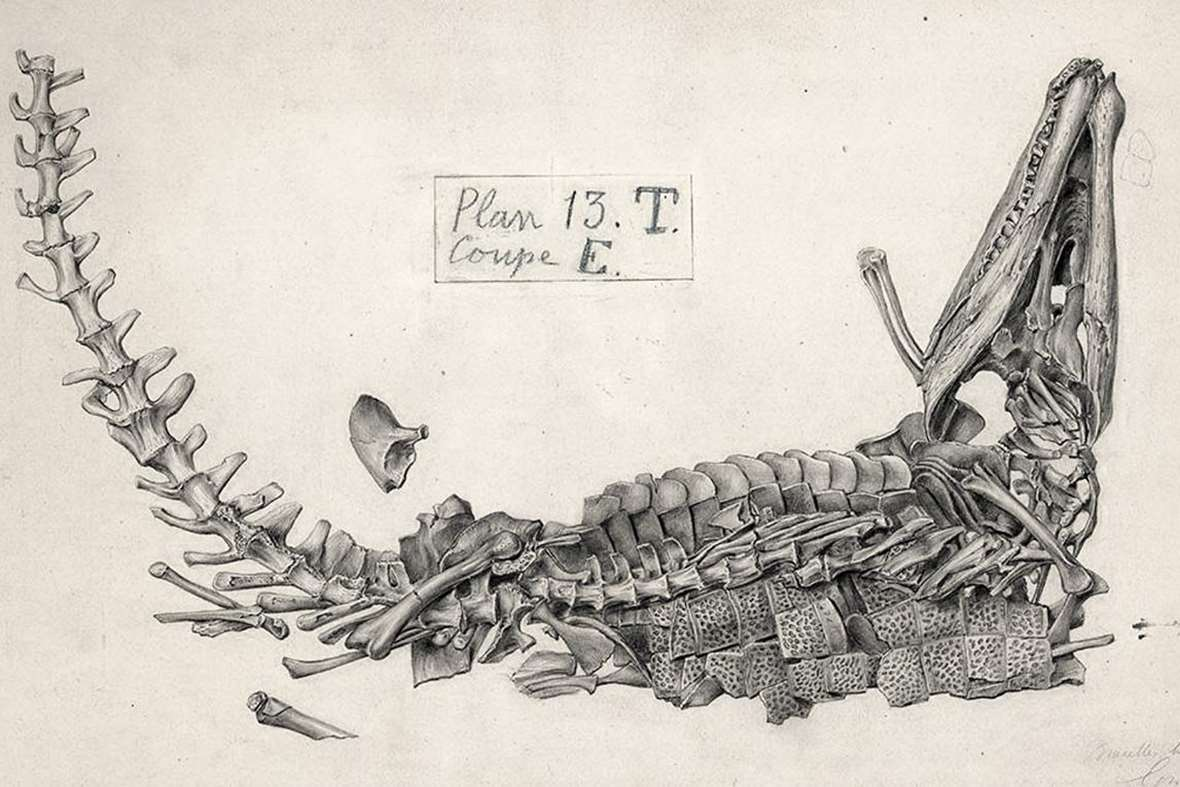
Illustrazione dello scheletro di Goniopholis simus

## Specie
Il goniofolide era un animale molto diffuso, che sopravvisse per svariati milioni di anni. Vi furono molte specie di questo animale: molti fossili notevoli di goniofolide sono stati rinvenuti nella Morrison Formation negli Usa occidentali (Goniopholis stovalli, G. gilmorei), dove sono stati rinvenuti anche i fossili dei ben noti dinosauri Apatosaurus (=Brontosaurus), Diplodocus, Allosaurus e Stegosaurus. Altri fossili provengono dai giacimenti del Cretaceo inferiore dell'Inghilterra (G. crassidens), della Germania e del Belgio (G. simus), accanto a quelli di altri coccodrilli (Bernissartia) e dei famosi Iguanodon. Altre specie sono G. phuwiangensis (Thailandia) e G. baryglyphaeus (Portogallo).

## Stile di vita

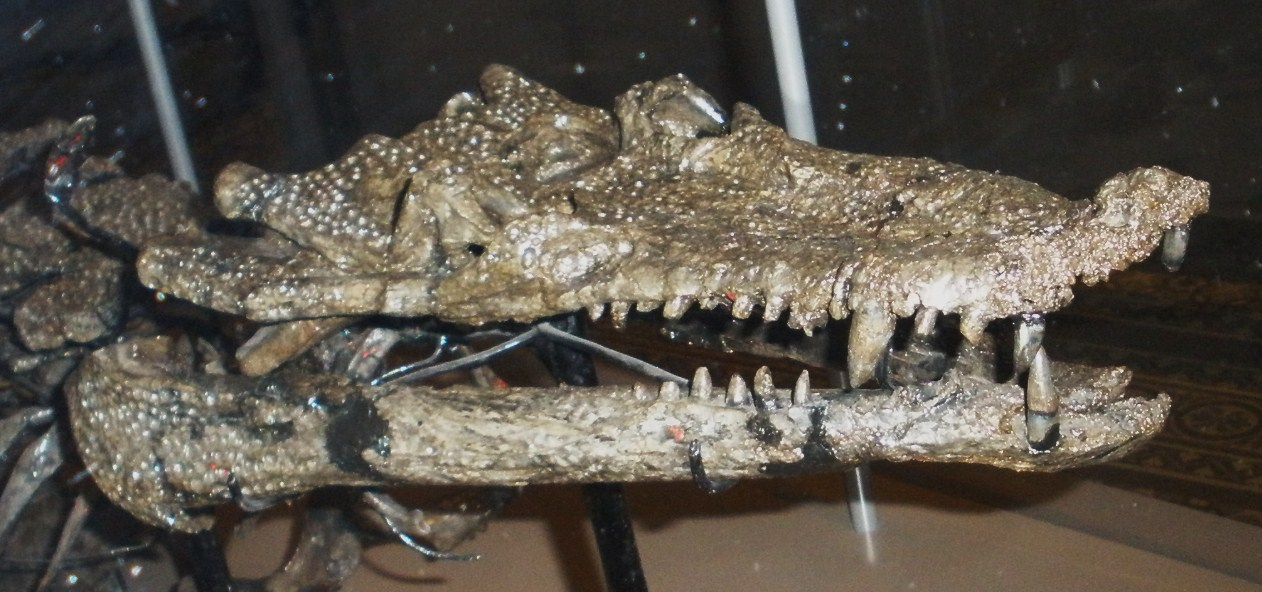
Cranio di Goniopholis simus

Con tutta probabilità il goniofolide era un predatore semiacquatico, che viveva accanto alle foci dei fiumi predando pesci e animali più grandi, ai quali tendeva agguati seminascosto nell'acqua.